# Hua Shan
Hua Shan (chiń. upr. 华山; chiń. trad. 華山; pinyin: Huà Shān) – góra w prowincji Shaanxi, w Chinach, leżąca ok. 100 km na wschód od miasta Xi’an, w pobliżu miasta Huayin. Zaliczana jest do pięciu wielkich gór taoizmu i od wieków ma duże znaczenie religijne. Góra ma pięć głównych szczytów, z których największy – Szczyt Południowy – ma 2160 m n.p.m.

## Geografia
Hua Shan leży w paśmie gór Qin Ling, które znajdują się w południowej części prowincji Shaanxi.

## Historia
Już w II w. p.n.e., u podnóża Szczytu Południowego znajdowała się taoistyczna świątynia. Wyznawcy taoizmu wierzyli, że w górze mieszka bóg podziemia. Świątynia była często wykorzystywana do duchowych kontaktów z bogiem i jego podwładnymi. W przeciwieństwie do góry Tai Shan, która stała się popularnym miejscem pielgrzymek, Hua Shan była mało znana w państwie i odwiedzali ją jedynie miejscowi pielgrzymi. Hua Shan była ważnym miejscem dla osób poszukujących nieśmiertelności, gdyż rzekomo można było na niej znaleźć silne lekarstwa. Kou Qianzhi (365–448), założyciel Północnej Szkoły Niebiańskich Mistrzów, doznał na górze objawień, podobnie jak Chen Tuan (906–989), który zamieszkiwał górę, oczekując zyskania nieśmiertelności. Około roku 1230, świątynie przeszły w ręce taoistycznej Szkoły Doskonałego Objawienia. W 1998 roku przekazano wszystkie budynki sakralne Chińskiemu Towarzystwu Taoistycznemu, aby chronić środowisko, gdyż obecność mnichów i mniszek odstrasza nielegalnych drwali i kłusowników.

## Świątynie
Na zboczach i szczytach Hua Shan znajduje się obecnie wiele świątyń i obiektów religijnych. U podnóża góry mieści się Klasztor Jadeitowego Źródła poświęcony Chen Tuanowi.

## Szlaki

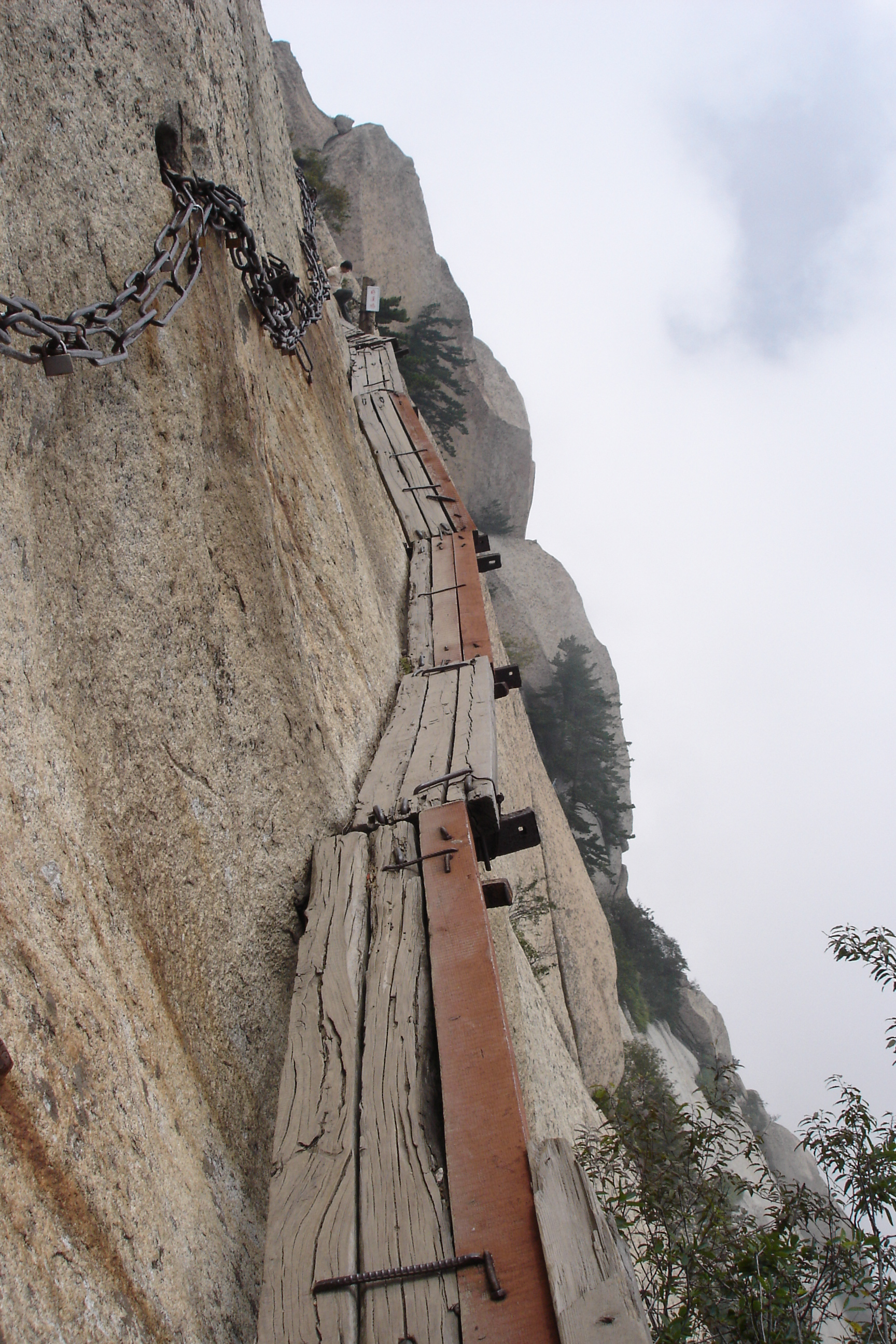
Elementy ułatwiające wspinaczkę

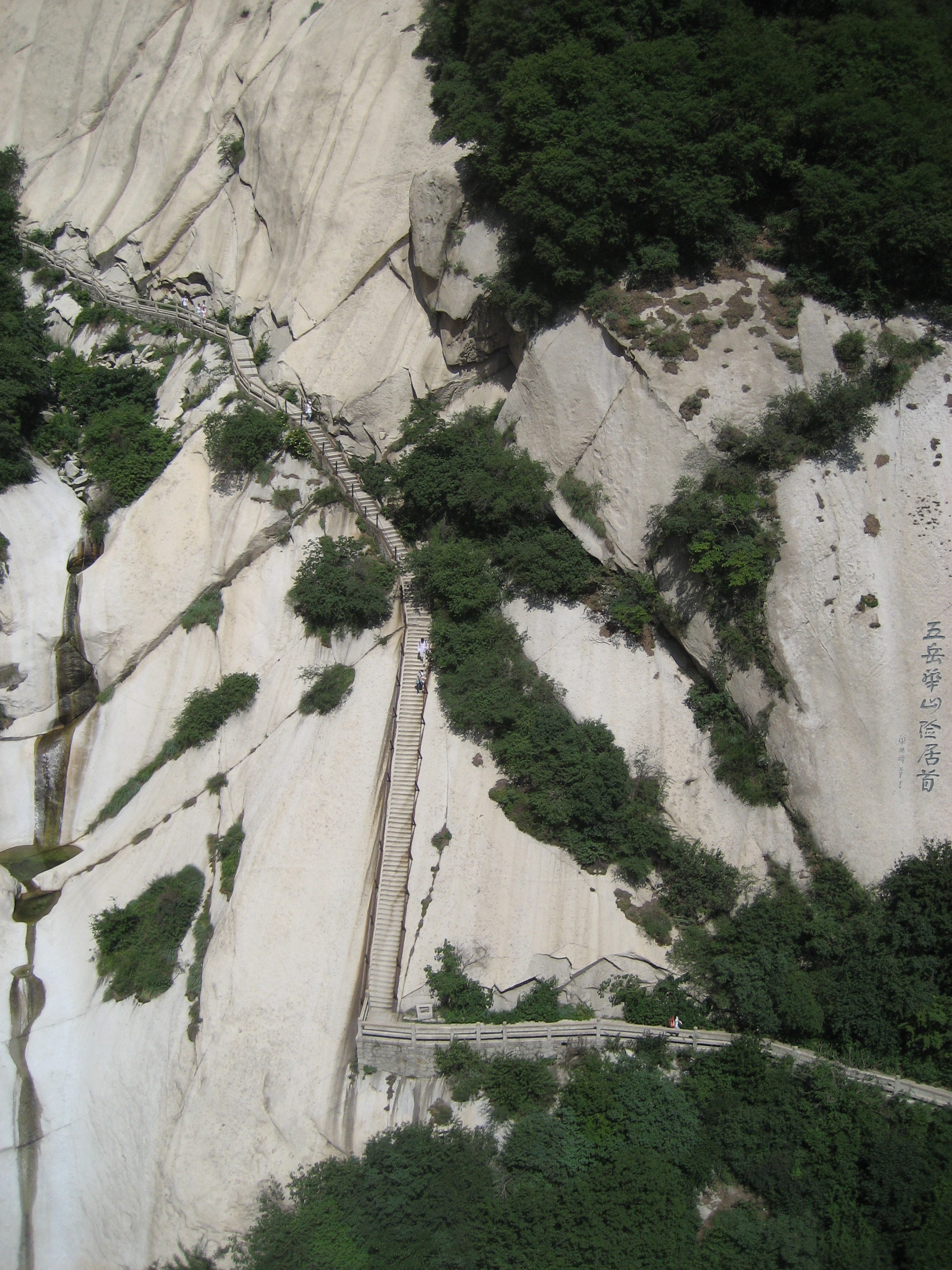
Jeden ze szlaków

Są trzy sposoby dostania się na Szczyt Północny (1613 m n.p.m.), najniższy z głównych szczytów Hua Shan. Najpopularniejszym szlakiem jest trasa, rozciągająca się na długości 6 km z wioski Hua Shan do Szczytu Północnego. Możliwy jest również wjazd kolejką linową na Szczyt Północny, skąd prowadzą ścieżki do czterech pozostałych szczytów – Szczytu Zachodniego (2038 m n.p.m.), Środkowego (2042 m n.p.m.), Wschodniego (2100 m n.p.m.) oraz Południowego (2160 m n.p.m.).
W przeszłości Hua Shan była miejscem odosobnienia buddyjskich i taoistycznych pustelników, ze względu na wymagające szlaki, z powodu których góra uważana była za niebezpieczną. Wraz ze wzrostem popularności góry wśród turystów, w latach 90. XX w. zamontowano tam kolejkę liniową, która znacznie ułatwiła zwiedzającym dostęp do szczytów. Ponadto wprowadzono wiele ułatwień dla wspinających, np. żłobione schody, łańcuchy czy barierki. Najbardziej strome trasy zostały zamknięte.